# Sandra Benad
Sandra Benad (* 9. Mai 1973; inzwischen Sandra Mangold) ist eine deutsche Säbelfechterin, die für die TSG Eislingen startete.
Sie begann mit dem Fechten 1981. 1997 wechselte sie vom Florett zum Säbel und wurde eine der ersten erfolgreichen Damensäblerinnen in Deutschland. Benad war mehrfache Deutsche Meisterin und bei Welt- und Europameisterschaften erfolgreich. An den Olympischen Spielen nahm sie nicht teil, da bis 2004 das Säbelfechten der Damen keine olympische Disziplin war. Bei den Olympischen Spielen 2004 trat als einzige deutsche Säbelfechterin stattdessen Susanne König an.

## Erfolge
Benad wurde bei den Weltmeisterschaften 2000 in Budapest Dritte im Einzel. Bei den Weltmeisterschaften 2001 gewann sie eine weitere Bronzemedaille mit der Säbelmannschaft (Sandra Benad, Susanne König, Stefanie Kubissa, Doreen Häntzsch). Bis 2005 nahm sie an jeder Weltmeisterschaft teil, jedoch ohne eine weitere Medaille zu gewinnen.
Die Europameisterschaften 2001 in Koblenz gewann sie mit der Mannschaft, im Einzel wurde sie Zweite. Auch bei den Europameisterschaften 2000 und 1999 nahm sie teil.
Bei den Deutschen Meisterschaften gewann Benad jeweils vier Goldmedaillen im Einzel und in der Mannschaft, dazu belegte sie noch dreimal den zweiten Platz.